# Tramwaje w Orsku
Tramwaje w Orsku – system komunikacji tramwajowej istniejący w Orsku od 1948.
Bilet jednorazowy kosztuje 6 rubli.
W 2006 zamknięto linię tramwajową do końcówki Sintez oraz zajezdnię zlokalizowaną przy tej pętli.
Do października 2008 funkcjonowały dwie sieci tramwajowe. Od października rozpoczęto układanie brakującego odcinka torów pod wiaduktem kolejowym. Również wtedy zlikwidowano zajezdnię obsługującą do tej pory odciętą od reszty sieci trasę OZTP.
Od reorganizacji 31 października 2008 w mieście kursuje 10 linii tramwajowych (1, 1A, 2, 3, 4, 4A, 5, 6, 7, 8) z czego dwie ostatnie tylko w dni robocze w godzinach szczytu. Długość tras wynosi 36 km.

## Tabor
W Orsku obecnie jest eksploatowanych 121 wagonów.
| typ     | sztuk |
| ------- | ----- |
| KTM-5   | 106   |
| KTM-5A  | 6     |
| KTM-8K  | 1     |
| KTM-8KM | 8     |